# Perizoma lucifrons
Perizoma lucifrons là một loài bướm đêm trong họ Geometridae.